# Абрамович, Стелла Лазаревна
Стелла Лазаревна Абрамович (8 сентября 1927 — 17 февраля 1996) — советский и российский литературовед, кандидат филологических наук, старший научный сотрудник Всесоюзного музея А. С. Пушкина.

## Биография
Родилась в семье ассистента Ленинградского электрофизического института Л. А. Абрамовича. Окончила филологический факультет Харьковского университета (по другим данным — Ленинградского университета). С 1952 жила в Ленинграде, преподавала литературу в средних школах. В течение 17 лет (до 1988) работала старшим научным сотрудником Всесоюзного музея А. С. Пушкина (ныне Всероссийский музей А. С. Пушкина).
Была замужем за историком Владимиром Райцесом.
Круг научных интересов — история русской литературы XIX века. Исследовала жизнь и творчество Александра Пушкина. В частности, на основе ряда мемуарных, эпистолярных и документальных свидетельств написала две хроники: «Пушкин в 1833 году» и «Пушкин. Последний год».
В первой из этих хроник подробно воспроизведены все события счастливого, по мнению Абрамович, 1833 года в жизни Пушкина: творческая история «Дубровского», путешествие пугачёвскими местами, болдинская осень и семейные дела.
Итогом многолетних исследований автора стала хроника «Пушкин. Последний год». По сравнению с монографией «Пушкин в 1836 году», где рассматривалась предыстория последней дуэли поэта, новая книга действительно стала хроникой, в которой Стелла Абрамович по дням — с января 1836 по январь 1837 — воспроизвела «труды и дни» поэта. Соответственно втрое вырос и объём исследования: с 208 до 620 страниц.
Скончалась 17 февраля 1996 года, похоронена в Комаровском некрополе.

## Труды
- «Пушкин в 1836 году (Предыстория последней дуэли)» (1984, второе издание — 1989).
- «Пушкин. Последний год: Хроника, январь 1836 — январь 1837» (1991).
- «Предыстория последней дуэли Пушкина, январь 1836 — январь 1837» (1994).
- «Пушкин в 1833 году. Хроника» (1994).